# Anmary
Anmary é uma cantora letã. Em 2012, representou o seu país, a Letónia, no Festival Eurovisão da Canção 2012, em Baku, com a música "Beautiful Song".

## References
1. ↑  Latviju 'Eirovīzijā' šogad pārstāvēs Anmary

| Precedido por Musiqq com "Angel in Disguise" | Letónia no Festival Eurovisão da Canção 2012 | Sucedido por - |